# NGC 3290
NGC 3290 (другие обозначения — MCG -3-27-20, Arp 53, PGC 31347, IRAS10328-1701, PGC 31346) — галактика в созвездии Гидра.
Этот объект входит в число перечисленных в оригинальной редакции «Нового общего каталога», а также включён в атлас пекулярных галактик.